# Grammy for Bedste vokale jazz-præstation af en mand
Grammy Award for Jazz Vocal Performance, Male er en amerikansk pris der uddeltes af Recording Academy for årets jazzvokalpræstation af en mand. Prisen blev uddelt i perioden 1981-1991 med en enkelt undtagelse (1985). Før den tid fandtes der en kønsneutral pris Grammy Award for Jazz Vocal Performance, som både mænd og kvinder kunne nomineres til og vinde. Det var også tilfældet i 1985, og fra 1992 og frem har denne pris igen erstattet de to kønsspecifikke priser (denne og Grammy Award for Best Jazz Vocal Performance, Female). Prisen har fra 2002 og frem heddet Grammy Award for Best Jazz Vocal Album. De to kønsspecifikke priser er dog aldrig officielt bortfaldet, men de har ikke været uddelt siden 1991.
Den mest vindende pris i denne kategori er Bobby McFerrin, der har vundet fire gange, mens Mel Tormé og Harry Connick, Jr. har vundet to gange; alle øvrige prismodtagere har modtaget den en enkelt gang. 

## Modtagere
| År   | Kunstner                        | Nationalitet | Værk                                        | Nominerede                                                                                        | Ref.  |
| ---- | ------------------------------- | ------------ | ------------------------------------------- | ------------------------------------------------------------------------------------------------- | ----- |
| 1981 | George Benson                   | USA          | "Moody's Mood"                              |                                                                                                   |       |
| 1982 | Al Jarreau                      | USA          | "Blue Rondo à la Turk"                      |                                                                                                   |       |
| 1983 | Mel Tormé                       | USA          | An Evening with George Shearing & Mel Tormé | - Joe Williams – "8 to 5 I Lose"                                                                  | [ 1 ] |
| 1984 | Mel Tormé                       | USA          | Top Drawer                                  | - Jimmy Witherspoon – Jimmy Witherspoon Sings the Blues with Panama Francis and the Savoy Sultans | [ 2 ] |
| 1985 | —                               | —            | —                                           | —                                                                                                 | [ 3 ] |
| 1986 | Bobby McFerrin og Jon Hendricks | USA          | "Another Night in Tunisia"                  | - Alan Paul – "Oh Yes, I Remember Clifford"                                                       | [ 4 ] |
| 1987 | Bobby McFerrin                  | USA          | "'Round Midnight"                           | - Jimmy Witherspoon – Midnight Lady Called the Blues                                              | [ 5 ] |
| 1988 | Bobby McFerrin                  | USA          | "What Is This Thing Called Love?"           | - Joe Williams – "Every Night"                                                                    | [ 6 ] |
| 1989 | Bobby McFerrin                  | USA          | "Brothers"                                  | - Mel Tormé – A Vintage Year                                                                      | [ 7 ] |
| 1990 | Harry Connick, Jr.              | USA          | When Harry Met Sally...                     | - Joe Williams – In Good Company                                                                  | [ 8 ] |
| 1991 | Harry Connick, Jr.              | USA          | We Are in Love                              | - Bobby McFerrin – "Scrapple from the Apple"                                                      | [ 9 ] |

1. ↑  Prisen blev kombineret med Best Jazz Vocal Performance, Female-kategorien og givet som en pris uden kønsangivelse med betegnelsen Best Jazz Vocal Performance.

```

```